# توماس جفرسون (ورزشکار)
توماس جفرسون (انگلیسی: Thomas Jefferson؛ زادهٔ june ۸, ۱۹۶۲ (۶۲ سال)) ورزشکار دو و میدانی اهل ایالات متحده آمریکا است.
وی در مسابقات کشوری و بین‌المللی در مجموع برندهٔ ۱ مدال برنز شده‌است.